# NGC 3094
NGC 3094 (również PGC 29009 lub UGC 5390) – galaktyka spiralna z poprzeczką (SBa), znajdująca się w gwiazdozbiorze Lwa. Odkrył ją Johann Palisa 31 grudnia 1885 roku.
W galaktyce tej zaobserwowano supernową SN 2005kh.